# Inurois punctigera
Inurois punctigera là một loài bướm đêm trong họ Geometridae.